# Cyllognatha
Genre
Cyllognatha est un genre d'araignées aranéomorphes de la famille des Theridiidae.

## Distribution
Les espèces de ce genre se rencontrent en Océanie et en Inde.

## Liste des espèces
Selon World Spider Catalog (version 16.0, 13/04/2015) :
- Cyllognatha affinis Berland, 1929
- Cyllognatha gracilis Marples, 1955
- Cyllognatha subtilis L. Koch, 1872
- Cyllognatha surajbe Patel & Patel, 1972

## Publication originale
- L. Koch, 1872 : Die Arachniden Australiens. Nürnberg, vol. 1, p. 105-368 (texte intégral).